# Bourguiba-Moschee

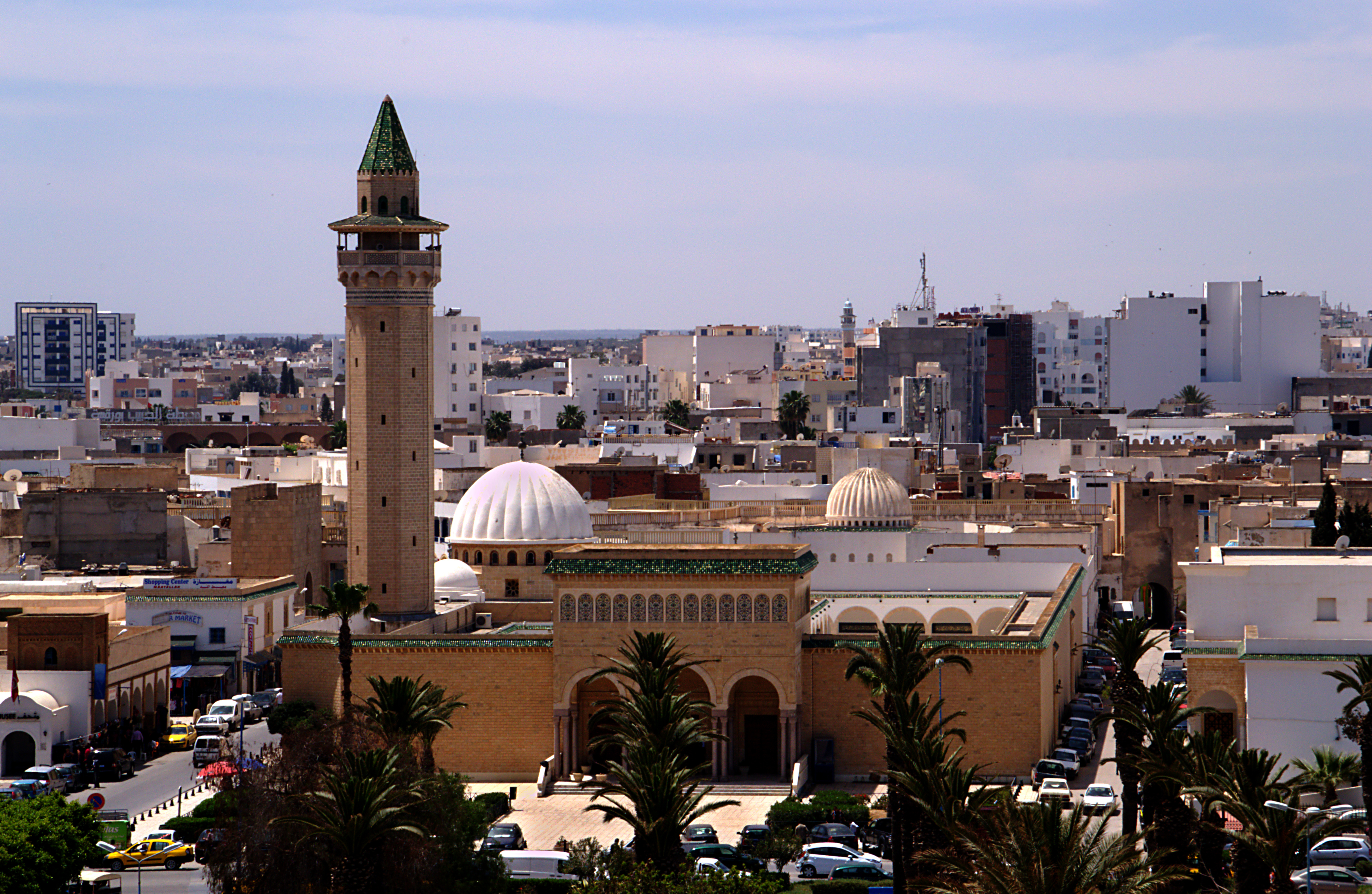
Bourguiba-Moschee

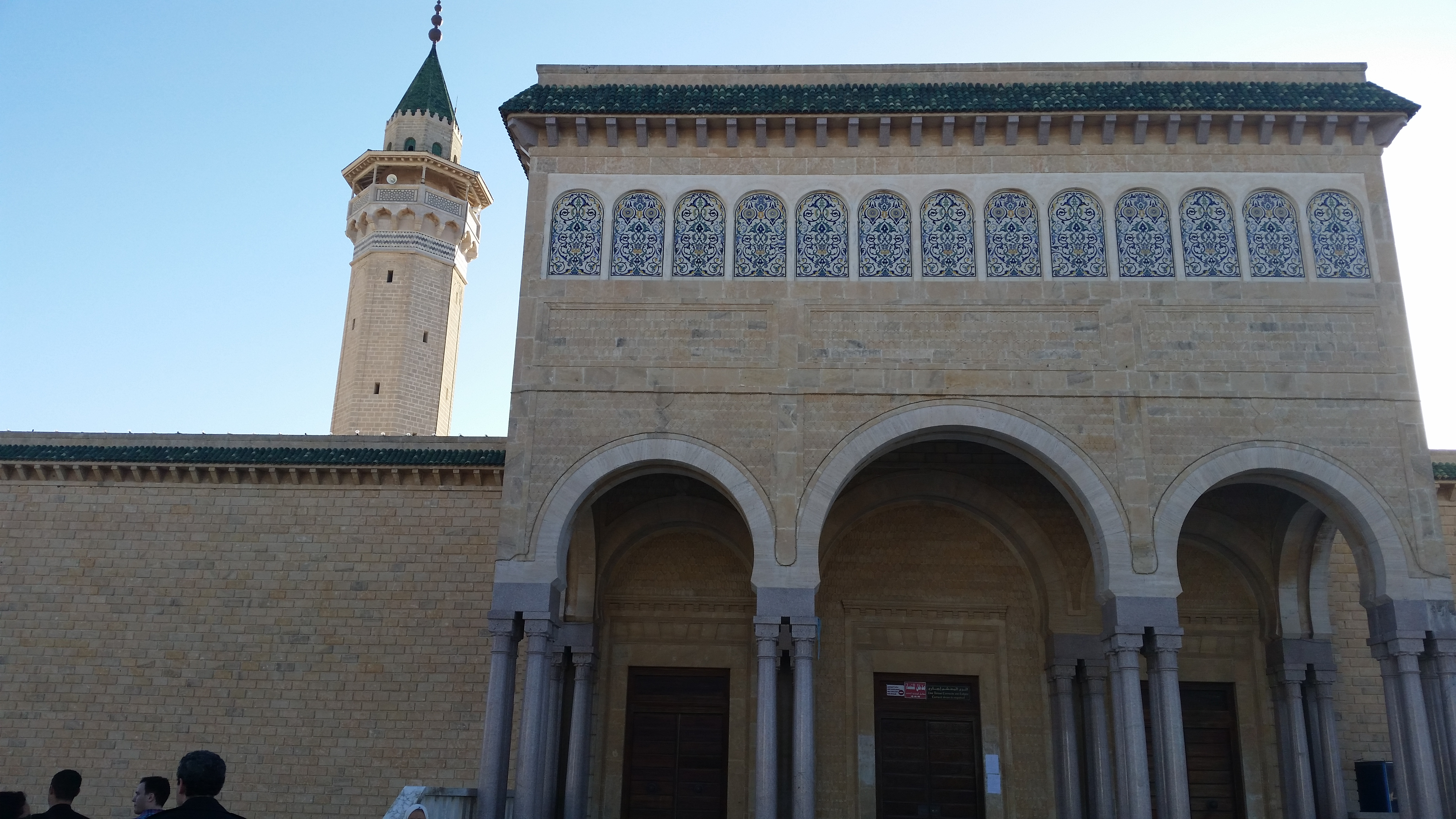
Nahansicht

Die Bourguiba-Moschee (französisch Mosquée Habib Bourguiba; arabisch جامع بورقيبة Dschāmiʿ Būruqaiba) ist eine Moschee in Monastir. Sie wurde zu Lebzeiten des Staatsgründers von Tunesien, Habib Bourguiba, errichtet.
Die über 1000 Gläubige fassende Moschee wurde in den Jahren von 1963 bis 1965 im traditionellen islamischen Stil errichtet. Sie ist der Hammuda-Pascha-Moschee in der Hauptstadt Tunis nachempfunden. Entworfen hat die Moschee der Architekt Taïeb Bouzguenda.
Die etwa 86 Säulen in der Gebetshalle bestehen aus rosafarbenem Marmor und haben Abakusse. Der Mihrāb befindet sich unter der (Halb-)Kuppel und ist mit einem Halbgewölbe mit Goldmosaik verziert.